# Luc Pillot
Luc Camille Fernand Pillot (ur. 10 lipca 1959 w Bar-sur-Seine) – francuski żeglarz sportowy, dwukrotny medalista olimpijski.
Największe sukcesy odnosił w klasie 470 wspólnie z Thierrym Péponnetem. W Los Angeles w 1984 wywalczyli brąz, cztery lata później zwyciężyli. Byli także mistrzami (1986) i wicemistrzami (1985) świata. Stawali na najwyższym stopniu podium mistrzostw Europy (1986 i 1988).

## Starty olimpijskie
Los Angeles 1984
- 470 –  brąz

Seul 1988
- 470 –  złoto